# Андре Превин
Андре Джордж Превин (на английски: André George Previn) е американски композитор, пианист и диригент.

## Биография
Роден е на 6 април 1929 година в Берлин в еврейско семейство на юрист, което през 1938 година емигрира в Съединените щати. От ранна възраст се занимава с музика и придобива широка известност като филмов композитор, в кариерата си получава 4 награди „Оскар“. Пише също джаз и класическа музика, през 1968 – 1979 година ръководи Лондонския симфоничен оркестър.
Андре Превин умира на 28 февруари 2019 година в Ню Йорк.